# Welyka Wyska
Welyka Wyska (ukrainisch Велика Виска;  russisch Великая Виска Welikaja Wiska) ist ein Dorf im Zentrum der ukrainischen Oblast Kirowohrad mit etwa 2400 Einwohnern (2015) und einer Fläche von 81,902 km².

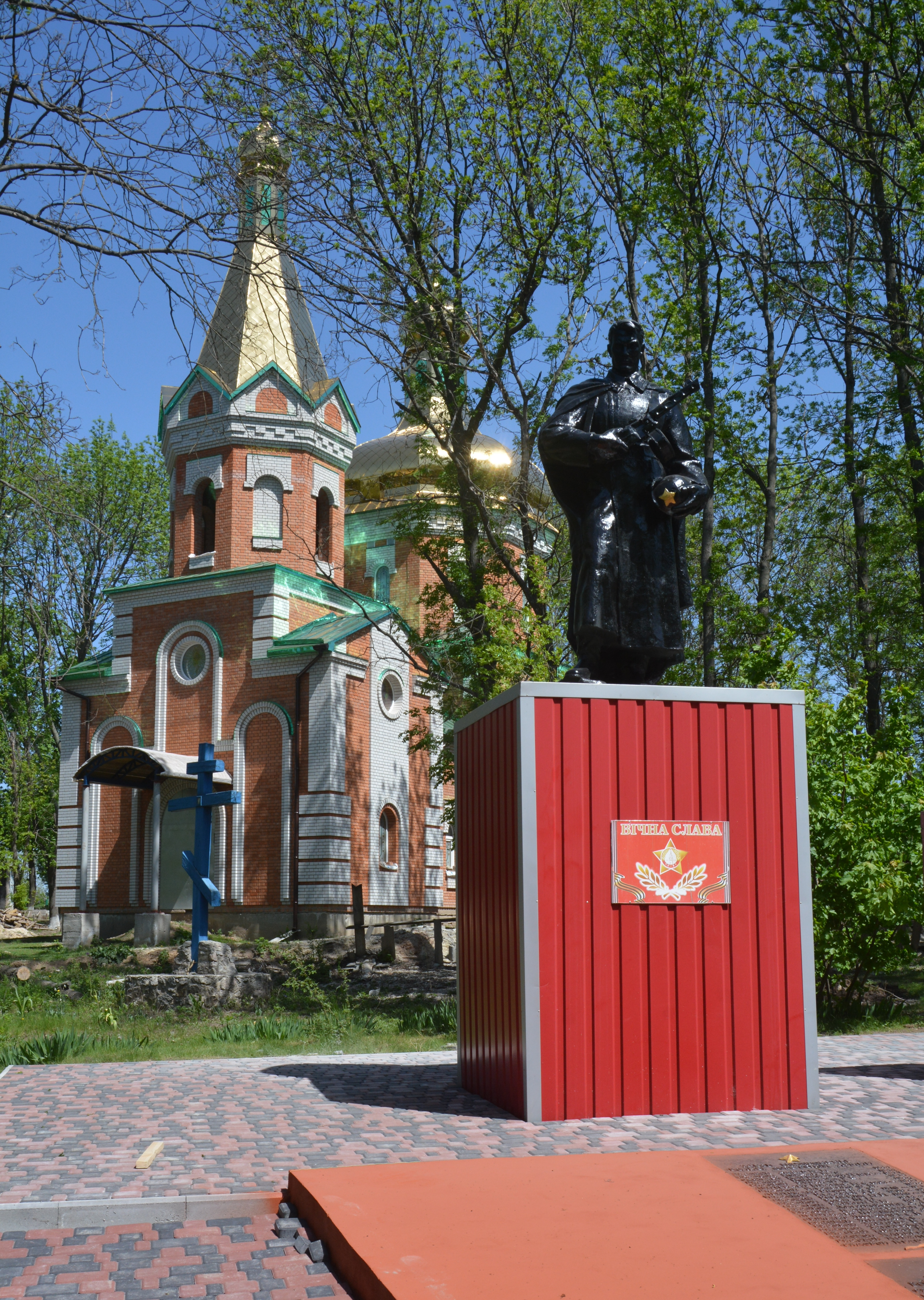
Gefallenendenkmal und Kirche im Ort

Die ersten Einwohner des um die Mitte des 18. Jahrhunderts am Ufer des Welyka Wys gegründeten Dorfes waren Bulgaren, Serben, Moldawier sowie Einwanderer aus verschiedenen Provinzen des Russischen Reiches.
Welyka Wyska liegt 26 km südöstlich vom ehemaligen Rajonzentrum Mala Wyska und 34 km westlich vom Oblastzentrum Kropywnyzkyj.
Durch das Dorf verläuft die Fernstraße M 12 / Europastraße 50.

## Verwaltungsgliederung
Am 12. Juni 2020 wurde das Dorf zum Zentrum der neugegründeten Landgemeinde Marjaniwka (Мар'янівська сільська громада/Marjaniwska silska hromada). Zu dieser zählen die 14 in der untenstehenden Tabelle aufgelisteten Dörfer, bis dahin bildete es die gleichnamige Landratsgemeinde Welyka Wyska (Великовисківська сільська рада/Welikowyskiwska silska rada) im Osten des Rajons Mala Wyska.
Am 17. Juli 2020 kam es im Zuge einer großen Rajonsreform zum Anschluss des Rajonsgebietes an den Rajon Nowoukrajinka.
Folgende Orte sind neben dem Hauptort Welyka Wyska Teil der Gemeinde:
| Name                            | Name                | Name                                            |
| ukrainisch transkribiert        | ukrainisch          | russisch                                        |
| ------------------------------- | ------------------- | ----------------------------------------------- |
| Arseniwka                       | Арсенівка           | Арсеневка (Arsenewka)                           |
| Kowaliwka                       | Ковалівка           | Ковалёвка (Kowaljowka)                          |
| Marjaniwka                      | Мар’янівка          | Марьяновка (Marjanowka)                         |
| Matussiwka                      | Матусівка           | Матусовка (Matussowka)                          |
| Nowokrasne                      | Новокрасне          | Новокрасное (Nowokrasnoje)                      |
| Nowomychajliwka                 | Новомихайлівка      | Новомихайловка (Nowomichailowka)                |
| Nowoonykijewe                   | Новооникієве        | Новооникеево (Nowoonikejewo)                    |
| Oleksijiwka                     | Олексіївка          | Алексеевка (Aleksejewka)                        |
| Onykijewe                       | Оникієве            | Оникеево (Onikejewo)                            |
| Passitschne (bis 2016 Leninske) | Пасічне (Ленінське) | Пасечное (Passetschnoje)/Ленинское (Leninskoje) |
| Pawliwka                        | Павлівка            | Павловка (Pawlowka)                             |
| Saritschtschja                  | Заріччя             | Заречье (Saretschje)                            |
| Wesseliwka                      | Веселівка           | Веселовка (Wesselowka)                          |
| Wys                             | Вись                | Вись (Wis)                                      |